# Нью-Рівер (Аризона)
Нью-Рівер (англ. New River) — переписна місцевість (CDP) в США, в окрузі Марікопа штату Аризона. Населення — 17 290 осіб (2020).

## Географія
Нью-Рівер розташований за координатами 33°52′57″ пн. ш. 112°5′7″ зх. д. / 33.88250° пн. ш. 112.08528° зх. д. (33.882498, -112.085199). За даними Бюро перепису населення США в 2010 році переписна місцевість мала площу 144,42 км², з яких 144,39 км² — суходіл та 0,03 км² — водойми.

## Демографія
Згідно з переписом 2010 року, у переписній місцевості мешкали 14 952 особи в 5616 домогосподарствах у складі 4229 родин. Густота населення становила 104 особи/км². Було 6273 помешкання (43/км²).
Расовий склад населення:
| - 94,2 % — білих - 1,0 % — азіатів - 0,6 % — корінних американців - 0,5 % — чорних або афроамериканців - 0,1 % — вихідців з тихоокеанських островів - 1,9 % — осіб інших рас |

До двох чи більше рас належало 1,8 %. Частка іспаномовних становила 6,6 % від усіх жителів.
За віковим діапазоном населення розподілялося таким чином: 21,7 % — особи молодші 18 років, 66,6 % — особи у віці 18—64 років, 11,7 % — особи у віці 65 років та старші. Медіана віку мешканця становила 45,0 року. На 100 осіб жіночої статі у переписній місцевості припадало 104,5 чоловіків; на 100 жінок у віці від 18 років та старших — 103,7 чоловіків також старших 18 років.
Середній дохід на одне домашнє господарство становив 90 838 доларів США (медіана — 74 920), а середній дохід на одну сім'ю — 101 944 долари (медіана — 94 366). Медіана доходів становила 54 372 долари для чоловіків та 46 811 долар для жінок. За межею бідності перебувало 8,1 % осіб, у тому числі 15,1 % дітей у віці до 18 років та 6,9 % осіб у віці 65 років та старших.
Цивільне працевлаштоване населення становило 8386 осіб. Основні галузі зайнятості: освіта, охорона здоров'я та соціальна допомога — 15,5 %, науковці, спеціалісти, менеджери — 14,2 %, роздрібна торгівля — 12,5 %, будівництво — 12,0 %.